# القناص (فلم 1979)
القناص هو فيلمٌ عراقيٌ أُنتج عام 1979. وموضوعه عن الحرب الأهلية اللبنانية.
يظهر في الفيلم الشاعر نزار قباني بشخصيته الحقيقية. وقد ألقى في الفيلم قصيدته عن بيروت، والتي ألقاها في وقت سابق، لكنه أضاف مقطعاً خاصاً بالفيلم، وصُور المشهد الخاص بنزار قباني في المركز الثقافي العراقي في بيروت.

## قصة الفيلم
بيبو (روجيه عساف) قناص يقتل أي شخص من غير طائفته، أو جماعته، ولو كان مدنياً. يقتل من شقته التي يعيش فيها مع أخته (غزوة الخالدي)، أو من شقة صديقته سميرة (آمال عفيش). ورغبته في مواصلة الحرب تبرر له حتى أن يتلقى السلاح من الإسرائيليين.

## وصلات خارجية
- القناص على موقع IMDb (الإنجليزية)
- القناص على موقع قاعدة بيانات الأفلام العربية
- القناص على موقع قاعدة بيانات الفيلم (الإنجليزية)
- القناص على موقع ليتربوكسد (الإنجليزية)
- القناص على موقع كينوبويسك (الروسية)
- القناص على قاعدة بيانات الأفلام العراقية

## مصدر
1. ↑  كتبت فائزة عبدالله في صفحة عدسة الفن..الفنان المخرج الكبير فيصل الياسري نسخة محفوظة 2022-01-28 على موقع واي باك مشين.
2. 1 2  المخرج فيصل الياسري ما بين "القناص" و"الملف". نسخة محفوظة 2022-01-28 على موقع واي باك مشين.
3. ↑  المسابقة الرسمية للأفلام الروائية الطويلة لأيام قرطاج السينمائية. نسخة محفوظة 28 يناير 2022 على موقع واي باك مشين.
4. ↑  هناك تناقض في تاريخ الفيلم بين مواقع الأفلام.